# عيش الغراب
عيّش الغراب أو فطر عش الغراب أو خُبز الغُراب أو فطر الغاريقون أو العرهون (نقحرة: موسكارين) (الاسم العلمي: Toadstool أو Mushroom)، هو فطر مثمر الذي ينمو فوق الأرض. حيث توجد أصناف كثيرة من الفطريات اللحيمة، التي تشبه المظلة في شكلها. وينمو عيش الغراب بكثرة في الغابات ومناطق الأعشاب.
كان العلماء في الماضي يعتبرون عيش الغراب وكذلك الفطريات الأخرى نباتات غير خضراء. أما اليوم فينظر إلى الفطريات باعتبارها مملكة مستقلة في عالم الأحياء. يختلف عيش الغراب، مثل باقي الفطريات، عن النباتات الخضراء في كونه لا يحتوي على الكلوروفيل، وهو المادة الخضراء التي تستعملها النباتات في صنع الغذاء. وبدلا من ذلك يعتمد عيش الغراب في حياته أساسا على امتصاص المواد الغذائية من النباتات الحية أو الآخذة في التحلل في البيئة المحيطة.
يوجد نوعين من الفطر: فطر سام وفطر صالح للأكل.
أثبتت التحاليل أن عيش الغراب رغم أنه من المنابع الجيدة والقيّمة للبروتين والفيتامينات والأملاح، إلا أنه يعد فقيراً في المواد الكربوهيدراتية مقارنة بالأنواع النباتية الأخرى كالحبوب والبطاطا والبطاطس والتفاح، لأن هذه الكربوهيدرات لا تشكل سوى 3.5 إلى 5.2% من وزن الفطر، بينما تبلغ نسبة هذه الكربوهيدرات في القمح مثلاً 60 إلى 70%، مشيراً إلى أن الفطر يعد فقيراً كذلك في محتواه من المواد الدهنية التي تتراوح بين 0.01 إلى 0.2%. إضافة إلى كل ذلك فإن الفطر يحتوي على العديد من الانزيمات المهمة التي تساعد على عمليات الهضم وقد أثبتت التحاليل أن عدد هذه الأنزيمات يصل إلى حوالي 24 إنزيماً، كما يحتوي على مواد تعد من فاتحات الشهية وتحسين حالتها، وأكد أن هذه المكونات تجعل الفطر غذاءً متكاملاً ولكن أهميته لا تعود إلى ذلك فقط بل تتعدى إلى اعتباره بمثابة الدواء، لأن عيش الغراب نظراً لاحتوائه على مجموعة فيتامينات «بي» فإنه يحمي الجسم من التهابات الجلد والأغشية المخاطية والأمعاء والتي تنتج عند نقص هذا الفيتامين في الجسم كما أن حمض الفوليك الموجود به يحمي الجسم من فقر الدم أو الأنيميا. ووجود الكولين به يحمي الجسم من تراكم المواد الدهنية ويمنع نزيف الكلى وتضخم الطحال الذي ينتج عن نقص هذه المادة، بخلاف مواد يجري البحث عنها حول العالم في فطر عيش الغراب مضادة للسرطان، وخصوصاً بعد فصل مضاد حيوي يدعي Neblarine الذي يستخدم في علاج الأورام السرطانية والوقاية منها.
وفي دراسة حديثة كشفت نتائجها من أن تناول الأطعمة الغنية بالنحاس مثل الفطر عيش الغراب يساعد على استعادة أداء القلب الطبيعي في حالات الإصابة بتضخم القلب. كما نصحت الدراسة بزيادة تناول الأطعمة الغنية بعنصر النحاس مثل السبانخ، السمسم، الباذنجان والكاجو. كما أن بحثا آخر جرى في الولايات المتحدة أشار إلى أن زيادة تناول الأطعمة منخفضة الطاقة مثل الفطر عيش الغراب تمنع الإصابة بالبدانة وتقوي الجهاز المناعي.

## الإنتاج

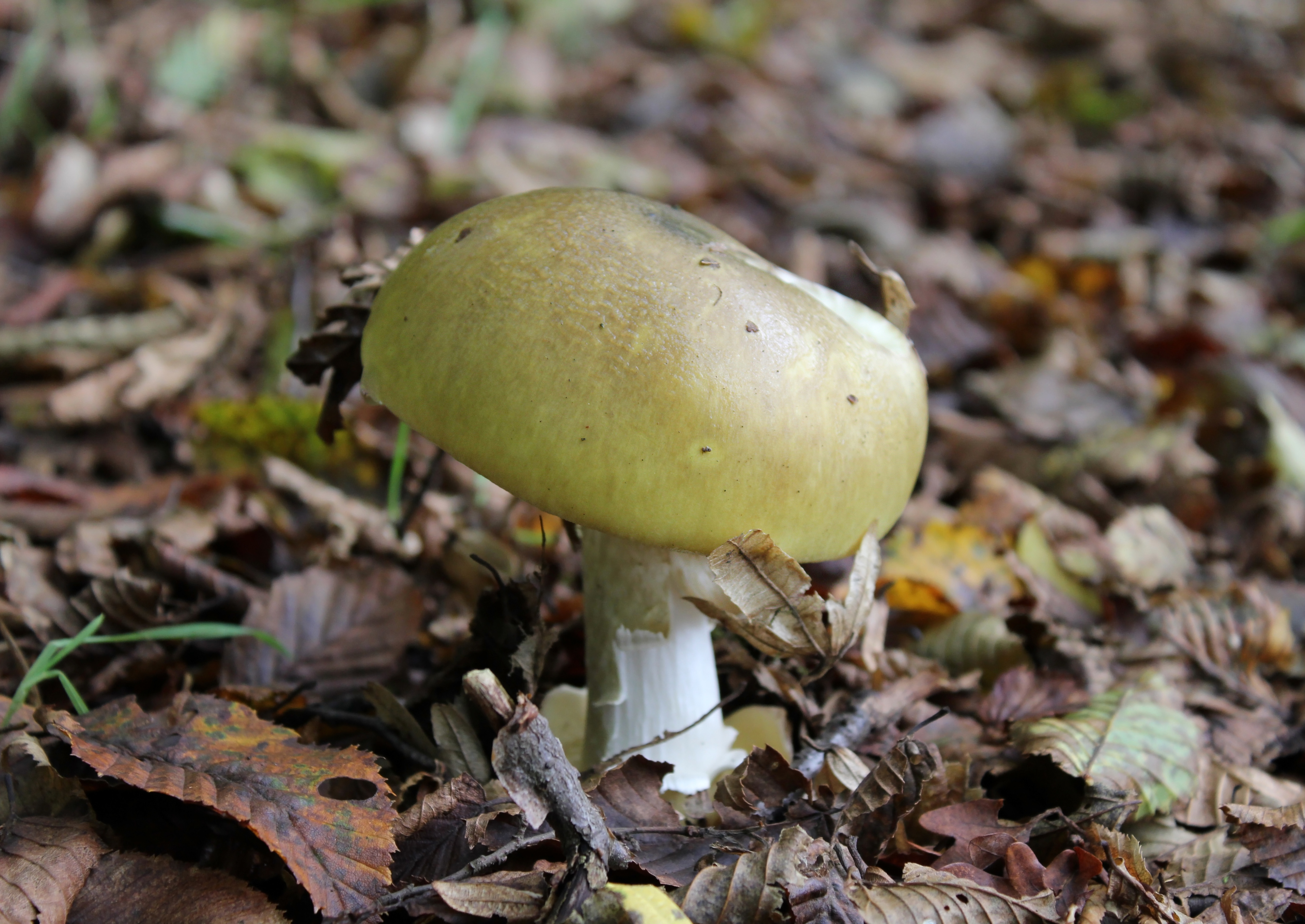
فطر من نوع أمانيتا فالويدز في طور مبكر من النمو.

جدير بالذكر أنه يوجد من عيش الغراب 5000 نوع حول العالم، ويبلغ عدد الأنواع المزروعة منه على نطاق تجاري 10 أنواع فقط تتبع 3 أجناس هي الغاريقون ـ المحاري ـ الصيني وينتج الفطر في أكثر من 120 دولة وتأتي الولايات المتحدة في المقدمة وتنتج منه 200 ألف طن سنوياً تليها فرنسا 180 ألف طن ثم هولندا فالصين فتايوان، والغريب أن زراعة الفطر تجارياً في الوطن العربي ما زالت في بداياتها الأولى رغم أن العالم ينتج منه 202 مليون طن سنوياً.

## الفوائد البيئية لإنتاج عيش الغراب
له عدة فوائد بيئية، من أهمها:
- حماية البيئة من التلوث، وذلك لأن زراعة عيش الغراب يقوم على استخدام مخلفات زراعية.
- إنتاج أعلاف للمواشي مما يتبقى من إنتاج عيش الغراب من حراشيف وأجزاء لا تؤكل. ويتميز هذا العلف برخص ثمنه وارتفاع قيمته الغذائية.
- إنتاج سماد عضوي رخيص من بقايا البيئة التي كان ينمو عليها عيش الغراب.
- توفير بديل نباتي مأمون للبروتين الحيواني وبأسعار منخفضة.
- المساهمة في علاج الكثير من الأمراض، وبالتالي تحسين المستوى الصحي لجموع مستخدميه.
- توفير فرص عمل للشباب وربات البيوت، لتحسين مستوى الدخل والمعيشة، والمساهمة في تقليل البطالة.
- المساهمة في زيادة الدخل القومي؛ نتيجة القيمة المضافة الناتجة عن كل الاستخدامات السابقة.[9]

## الأنواع السامة من عيش الغراب
هناك بعض الأنواع الأخرى من الفطريات الهامة غير فطر عيش الغراب مثل البياض والعفن والخميرة منها مايسبب الأمراض والآفات للنباتات والحيوانات ففطر البنسيليوم هو من أشهر أنواع العفن.
العفن رغم ذلك يستخرج منه المضاد الحيوى العجيب (البنسلين) أما الخميرة ذلك الفطر الثمين الذي يستخدم في صناعة الخبز والنبيذ والحلوى وكثير من الصناعات الميكروبية الهامة.
كما أن هناك أنواعاً عديدة وسامة من فطر عيش الغراب تنمو في الغابات وتعمل على إبادتها بالكامل.
من أمثلة هذه الفطريات السامة:
قلنسوة الموت: Death Cap
من أشد أنواع عيش الغراب سمية وهي تسبب العديد من حالات الوفاة للإنسان والحيوان وهو ينمو في الغابات وله رأس أخضر اللون وخياشيم بيضاء وعلى شكل الكأس واسمه العلمى أما نيتافاللويدس Amanitap halloitdes
2- عيش الغراب الأحمق: Foll mushrooms Amanita
اسمه العلمى أمانيتافايرنا وهو أكثر سمية من السابق وهو يشبه عيش الغراب المأكول لأن الرأس والخياشيم بيضاء
3-عيش الغراب الشيطانى Devil، Boletusk
اسمه العلمى بولتيس ساتاناس Boletus satanas وينتمى هذا الفطر إلى جنس سب Cep وهو ينمو أيضاً في الغابات وضار جداً بالصحة.
4 - عيش الغراب الذبابة Fly Agaric، Amanita muscaria
أمانيتا موسكاريا وهو من أجمل أشكال عيش الغراب ولايمكن أن يخطئه الإنسان لذلك لايسبب الموت بل استخدامه الإنسان في عمل الأشكال واللعب الجميلة والأدوات المنزلية والمكتبية وصور الأغلفة وميكى ماوس وأفلام الكارتون إلا أن تناوله يؤدى إلى التسمم واختلال عصبي Mental Disturbance رغم كونه يستخدم في صناعة المبيدات الحشرية إلا أن بعض القبائل البدائية كانت تستخدمه في صناعة المبيدات الحشرية باختيارها كنوع من الإدمان.
كما أن هناك بعض الأنواع الأخرى مثل عيش الغراب المروحة (على شكل مروحة جميلة) وعيش الغراب المهلك وهو أشد أنواع عيش الغراب سمية بالرغم من كونه أكثرها جمالاً (الملاك القاتل) وتستخرج منه سموم الأمانتين والمسكارين.
هناك أيضاً عيش الغراب المتوهج والذي يضئئ ليلاً
من ذلك يتضح أن هناك الآلاف من الأنواع السامة وتتدرج في السمية حتى الخطر الشديد ولايوجد طريقة نظرية لمعرفة السام من الغير سام إلا بالتحليل الكميائى. وقديماً كانو يستخدمون بعض الأدلة مثل تغييره للون البصل أو اللبن أو الفضة (عملات – ملاعق) وتحويلها إلى اللون الإسود وتم عمل مصل واق له عام 1973.
يبدأ التأثير السام بحساسية بسيطة وقئ بالمعدة (معظم هذه السمية تضيع وتختفى عند الغليان أو التجفيف) بعد 12 ساعة تحدث إغماءة وتحدث الوفاة في الحالات الخطيرة بعد 3 – 5 أيام.
السم يسمى Amantin حيث يهاجم الكبد والكلية – جهاز الأعصاب في عام 1948 توفى في ألمانيا 200 فرد وفي أمريكا 50 فرد (هلوسة).
ويستخرج حالياً منه ويستخدم كمبيد حشرى Irosa Amanite V يبدأ تأثيره بعد ساعتين كما يوجد منه أنواع يمكنها إبادة وتدمير الغابات.

## الإصابة بالحشرات والأمراض وطرق الوقاية منها
مثل جميع الكائنات الحية يمكن أن يصاب عيش الغراب بالعديد من الأمراض والآفات وذلك عند عدم أخذ الوقاية اللازمة باستخدام المطهرات والشروط الصحية عن كل خطوة من خطوات الزراعة مثل الورمالدهيد أو السافلون ورش الحوائط والأحواض به.
ويصاب المشروم بالعديد من أنواع البكتريا والفطر والخميرة والإكتينومايسيس والفيروسات وعموماً في البداية عند استخدام بيئة أو كومبوست جيد وتقاوى جيدة (غير ملوثة) والموقع والأدوات المستخدمة أيضاً كانت نظيفة كلما كان احتمال التلوث أو الإصابة الفطرية ضئيلاً. فالوقاية خير من العلاج. فكلما كان تعقيم البيئة جيداً كلما خلا الكومبوست من الميكروبات المنافسة والتي تنمو أسرع من عيش الغراب وتنافسه في غذائه وكلما كانت البيئة المحيطة نظيفة كلما كانت فرصة الإصابة بالميكروبات قليلاً.
وللوقاية من هذه الميكروبات أو الآفات يجب التحكم في كمية المياه المستخدمة في الرش وعدم ترك الثمار مبللة فترة طويلة ويجب منع تواجد أي من الحشرات (الذباب – الهاموش) كما أن عدم النظافة يؤدى إلى الإصابة بعدة أنواع من الحلم Mites وهي حيوانات صغيرة تشبه الحشرات وهي متعددة وبألوان مختلفة منها الأصفر والأبيض حيث تتغذى على الميسليوم وعلى الثمار وأيضاً يمكن الإصابة بالنيماتودا حيث تتغذى على العصارة داخل هيفات وثمار عيش الغراب.
وتسبب ضعف وموت هذه الثمار وظهور رائحة عفنة أو الرائحة السمكية. نخلص من هذا أنه عندما نبدأ الزراعة يجب إتباع الشروط الصحية والوقائية المطلوبة حتى يمكننا الحصول على محصول جيد ووفير.
ويمكن عند ظهور بعض الملوثات استخدام بعض المطهرات الكيماوية مثل الإجريمايسين بنسبة 15 جم / 20 لتر ماء (صفيحة) مع ماء الرش مرتين يومياً لمدة 3 أيام. أو للقضاء على الحشرات الطيارة (ذبابة المشروم). يمكن وضع 10 – 15 جم لكل لتر ماء من الملاثيون.
باقى الحشرات أو العناكب الأخرى ترش بمبيد خاص مثل البروبجيت.